# Adair Tishler
Adair Tishler (née le 3 octobre 1996) est une actrice américaine apparue dans des séries telles que Lost : Les Disparus, Charmed, Grey's Anatomy… et dans des films tels que Les Malheurs de Chrissa, Sex and the City, Jack et le Haricot magique…
Elle joue le personnage de Molly Walker dans Heroes et a été récompensée d'un Young Artist Award pour la meilleure performance dans une série télévisée.

## Filmographie
- 2003 : Sex and the City : Carrie
- 2003 : Paper Doll : Natasha jeune
- 2004 : Ms. Goldman : Haley Davis
- 2005 : The White Horse is Dead : Naya jeune
- 2006 : Popstar : Shana
- 2006 : Charmed (Forever Charmed)
- 2006 : A Dead Calling : Mary
- 2006 : Dr House : Nikki
- 2006-2008 : Heroes : Molly Walker
- 2007 : Ten Inch Hero : Julia
- 2007 : Ruthless : Lex
- 2008 : Farm House : Scarlet jeune
- 2008 : Within : Hazel Marie
- 2008 : Your Name Here : Laura à 8 ans
- 2008 : Grey's Anatomy : Tori Begler
- 2009 : Les Malheurs de Chrissa (An American Girl: Chrissa Stands Strong) (TV) : Tara James
- 2009 : Born That Way : Bridget jeune
- 2009-2010 : Dollhouse : Iris / Echo
- 2009 : Esprits criminels : Cate Hale
- 2010 : Lost : Les Disparus : Kate jeune
- 2011 : Jack et le Haricot magique : Rapunzel
- 2011 : Time Warp : Jessica